# Juliusz Cezar (film 1953)
Juliusz Cezar – amerykański film historyczny z 1953 roku, zrealizowany na podstawie sztuki Williama Shakespeare’a.

## Główne role
- Marlon Brando – Marek Antoniusz
- James Mason – Brutus
- John Gielgud – Kasjusz
- Louis Calhern – Juliusz Cezar
- Greer Garson – Kalpurnia
- Deborah Kerr – Portia
- George Macready - Marullus

## Nagrody i nominacje
Oscary za rok 1953
- Najlepsza scenografia i dekoracje wnętrz – film czarno-biały – Cedric Gibbons, Edward C. Carfagno, Edwin B. Willis, Hugh Hunt
- Najlepszy film – John Houseman (nominacja)
- Najlepsze zdjęcia – film czarno-biały – Joseph Ruttenberg (nominacja)
- Najlepsza muzyka w dramacie lub komedii – Miklos Rozsa (nominacja)
- Najlepszy aktor – Marlon Brando (nominacja)

Nagrody BAFTA 1953
- Najlepszy aktor brytyjski – John Gielgud
- Najlepszy aktor zagraniczny – Marlon Brando
- Najlepszy film z jakiegokolwiek źródła (nominacja)